# Blohm & Voss Bv 222
Blohm & Voss BV.222 Wiking е далекобоен разузнавателен хидроплан на Нацистка Германия от Втората световна война.
Той е най-големият хидроплан на Луфтвафе.

## Създаване на самолета
През 1936 г. авиокомпания Lufthansa обявява конкурс за самолет за трансатлантически превози. За победител е обявен BV.222, създаден под ръководството на Рихард Фогт. Самолетът представлявал изцяло метален шестмоторен хидроплан с 9 цилиндрови звездообразни двигатели с водно охлаждане Bramo 323R-2. Заради началото на Втората световна война, Lufthansa не получава нито един BV.222 – всички 13 апарата са предадени на Луфтвафе. Самолетът е произведен в две модификации: BV.222A и BV.222C.

## Бойно приложение
BV.222 са използвани като транспортни хидроплани и като морски разузнавачи. През периода юли – август 1941 г. самолетът извършва полети между Германия и Норвегия, а през септември – между Гърция и Либия. BV.222 служат като транспортни самолети на територията на Средиземно море. От 1942 г. са използвани за доставка на италиано-германските войски в Либия, при което два хидроплана са свалени. През 1943 г., след модернизация в Германия, BV.222 са предислоцирани на Атлантическото крайбрежие на Франция, където се използват до 1944 г. След края на войната самолетите BV.222 стават английски и американски трофеи.

## Летателно-технически характеристики
| Модификация:        | BV.222A |
| Размах на крилете:  | 46,00 m |
| Дължина:            | 36,50 m |
| Височина:           | 10,90 m |
| Площ на крилете:    | 247,00 m2 |
| Тегло               | |
| празен:             | 28 575 kg |
| пълен:              | 45 640 kg |
| Двигатели:          | 6 х Bramo 323R-2 |
| Мощност:            | 6 x 1200 к. с. |
| Максимална скорост: | 309 km/h |
| Крайцерска скорост: | 277 km/h |
| Далечина на полета: | 7400 km |
| Скороподемност:     | 125 m/min |
| Практически таван:  | 6500 m |
| Екипаж              | 11 |
| Въоръжение:         | 1 х 20 mm оръдие МG-151 в предната кула и х 1 МG-151 в кулите под крилете, 1 х 13 mm картечница МG-131 и 2 x 7,9 mm МG-81 на страничните прозорци. |